# Das große Krabbeln
Das große Krabbeln (Originaltitel: A Bug’s Life) ist der zweite abendfüllende, vollständig computergenerierte Animationsfilm der Pixar-Animations-Studios, der im Februar 1999 in den deutschen Kinos anlief. Er basiert lose auf der Handlungsidee von Akira Kurosawas Historienfilm Die sieben Samurai, in dem eine Gruppe ein Dorf vor Unterdrückern retten soll.

## Handlung
Der Film handelt von einer Kolonie Ameisen, die auf einer Insel lebt. Eine der Ameisen ist der impulsive und tollpatschige Erfinder Flik, der verzweifelt versucht, seinen Platz in der Gruppe zu finden. Er kann sich aber nicht in das konservative System im Ameisenhaufen einfügen und eckt mit seinen seltsamen, selten funktionierenden Ideen andauernd an; besonders Atta, die Kronprinzessin der Kolonie, ist nicht sehr begeistert von ihm. Die einzige Ameise der Kolonie, die Flik eine treue Freundin ist, ist Dot, Prinzessin Attas kleine Schwester.
Die Kolonie sammelt Nahrung für den Winter – mehr als sie eigentlich müssten, denn jedes Jahr im Sommer spielt sich das gleiche Szenario ab: Der Grashüpfer Hopper und seine Bande terrorisieren die Kolonie und zwingen die Ameisen, regelmäßig für sie Futter bereitzustellen. Die Ameisen haben sich aus Angst längst damit abgefunden. Aber dieses Jahr passiert Flik mit einer seiner Erfindungen ein Missgeschick, und die gesamte Futteransammlung fällt in den Fluss, der die Insel umgibt. Die Drohung der Grashüpfer kommt umgehend: Im Herbst, wenn das letzte Blatt gefallen ist, werden sie wiederkommen. Dann soll die doppelte Menge für sie bereitliegen.
Da Flik die ganze Sache unglaublich leidtut, hat er einen Plan: Er will Verstärkung besorgen, die gegen die Grashüpfer kämpft und sie endlich verjagt. Der Hohe Rat der Ameisen stimmt diesem Plan nur zu, um ihn bei ihren Reparaturbemühungen endlich aus dem Weg zu haben. Flik aber verkalkuliert sich: Zwar findet er Insekten, aber durch ein Missverständnis erfährt er erst später, dass es sich um Zirkusartisten handelt, die gerade von ihrem Direktor nach einer katastrophalen Vorstellung gefeuert wurden. Doch er will seine Leute nicht noch einmal enttäuschen und heckt einen neuen Plan aus. Zur Abschreckung der Grashüpfer hätten sich die Krieger eine raffinierte Taktik ausgedacht: Da Hopper sich vor Vögeln zu Tode fürchtet, soll ein Vogel aus Ästen und Blättern gebaut werden, um die Grashüpfer von der Insel zu verjagen.
Die Kolonie ist zunächst skeptisch, stimmt dann aber zu und setzt alles daran, die Idee zu verwirklichen. Doch der Schwindel, die Insekten seien Krieger, fliegt auf, als der Zirkusdirektor auf der Suche nach seinen Artisten auf der Insel auftaucht, und das Projekt erleidet einen herben Rückschlag. Flik wird aus der Gemeinschaft verstoßen und schließt sich den Zirkusartisten an, die nun wieder von dannen ziehen.
Die Ameisen machen sich jetzt schleunigst wieder daran, das Futter zu beschaffen, doch es ist nicht genug da, um die Forderung zu erfüllen. Als die Grashüpfer eintreffen, beginnt für die Kolonie eine Tortur. Wie Sklaven werden sie von den Grashüpfern getrieben, um das Futter zu besorgen, und um die Ameisen weiter zu demoralisieren, fasst Hopper den Plan, bei Abschluss der Arbeit die Königin zu töten. Dot erfährt von dem Plan, eilt Flik und den Artisten nach und berichtet ihnen von der Lage. Flik wird bewusst, dass er nun alles wiedergutmachen kann, und eilt mit den Insekten zurück zur Insel. Sie geben den Grashüpfern eine Zirkusvorstellung – ein Ablenkungsmanöver, um die Königin unauffällig aus der Bahn zu bringen und den Vogel startklar zu machen.
Als der Vogel startet, läuft zunächst alles nach Plan, doch der Zirkusdirektor nimmt fälschlicherweise an, der Angriff gelte seinen Artisten, und setzt den Vogel in Brand. Nun fliegt die ganze Sache auf, und alles scheint vorbei – doch dann macht Flik seinen Mitameisen bewusst, dass sie in ihrer Gemeinschaft viel stärker sind als die Grashüpferbande, Hopper schlägt Flik zu Boden und will ihn tottreten, doch Prinzessin Atta stellt sich schützend vor Flik. Die Ameisen vertreiben mit Unterstützung der Zirkusartisten  die Grashüpfer, doch als sich Flik und seine Mitameisen Hopper vornehmen wollen, fängt es an zu regnen. Flik und Atta fliehen von Hopper gejagt durch den Regen, doch Hopper erwischt Flik und versucht, diesen aus Rache zu töten, wird jedoch von einem Vogel ins Vogelnest befördert und von einem der Küken verspeist.
Im Frühling verabschiedet die gesamte Kolonie die Artisten als Freunde. Flik hat durch seine Heldentat endlich seinen Platz in der Kolonie gefunden, nicht nur weil seine Erfindungen jetzt endlich als nützlich angesehen werden, sondern auch als Gefährte von Atta, die die Königskrone übernimmt.

## Synchronisation
| Rolle                       | Originalsprecher    | Deutscher Sprecher    |
| --------------------------- | ------------------- | --------------------- |
| Flik                        | Dave Foley          | Kai Wiesinger         |
| Atta                        | Julia Louis-Dreyfus | Madeleine Stolze      |
| Dot                         | Hayden Panettiere   | Caroline Schwarzmaier |
| Königin                     | Phyllis Diller      | Elisabeth Volkmann    |
| Hopper                      | Kevin Spacey        | Rufus Beck            |
| Fred (Molt)                 | Richard Kind        | Jan Odle              |
| P.T. Floh (P.T. Flea)       | John Ratzenberger   | Michael Rüth          |
| Slim                        | David Hyde Pierce   | Fritz von Hardenberg  |
| Gustl (Heimlich)            | Joe Ranft           | Ottfried Fischer      |
| Franzi (Francis)            | Denis Leary         | Ivar Combrinck        |
| „Major“ Manny               | Jonathan Harris     | Horst Raspe           |
| Gypsy                       | Madeline Kahn       | Katharina Lopinski    |
| Rosie                       | Bonnie Hunt         | Susanne von Medvey    |
| Chewap & Cici (Tuck & Roll) | Michael McShane     | Hartmut Neugebauer    |
| Dim                         | Brad Garrett        | Oliver Stritzel       |

## Hintergrund
Für Das große Krabbeln wurden aufwändige Recherchen betrieben, beispielsweise wurden mit winzig kleinen Kameras Aufnahmen in der Natur gemacht. Durch diese Studien entwickelte man beispielsweise die farbenfrohen Umgebungen sowie die Licht-Schatten-Verhältnisse. Außerdem versuchte man durch diverse Insektenaufnahmen, die Charaktere und das Verhalten der Insekten möglichst originalgetreu darzustellen. Im Gegensatz zum Erstfilm Toy Story wollte man hierbei eine organische, komplexe Umwelt schaffen, was in vielerlei Hinsicht eine enorme Herausforderung war. Aus diesem Grund wird der Film noch heute von zahlreichen Mitwirkenden als aufwändigster Pixar-Film bezeichnet.
Was dieser gewollten Realitätsnähe jedoch entgegenwirkt, ist die Tatsache, dass die Ameisen nur über vier Gliedmaßen (Arme und Beine) anstatt sechs verfügen.
Der Film sollte ursprünglich den Titel „Bugs“ tragen. Aufgrund einer möglichen Verwechslungsgefahr mit Bugs Bunny, der Figur des Konkurrenz-Studios Warner Bros., wurde der Titel dann jedoch überarbeitet.
Der Film wurde im Breitbildformat 1:2,35 hergestellt. Für die Veröffentlichung auf VHS-Videocasetten im 4:3-Format (zur Vermeidung des Letterbox-Effektes mit großen schwarzen Balken auf dem Bildschirm) wurde der gesamte Film überarbeitet und entweder mit zusätzlichen Bildteilen über und unter dem eigentlichen Bild versehen, ins Bild hineingezoomt (und somit nur ein Ausschnitt verwendet, bei Schwenks zum Teil Pan & Scan) oder das ursprüngliche Bild wurde völlig neu berechnet und neu formatiert (Abstände/Verhältnis der einzelnen Bereiche im Bild neu angelegt). Hierüber findet sich auf der Deluxe-Edition der Special Collection DVD (die den Film in der 1:2,35-Version bietet) ein eigenes Feature auf der Bonusdisc.
Im Abspann ist auf Englisch Filmed entirely on Location (dt. etwa: Vollständig am Schauplatz gefilmt) zu lesen, was auf die realen Recherchen für den Film zurückzuführen ist.

## Kritiken
„Eine vorzüglich erzählte Geschichte voller witziger Details, stimmungsvoll auch in der Farbgestaltung – ein durchweg liebenswerter Familienfilm.“

„Das bezaubernde visuelle Wunderwerk war nach ‚Toy Story‘ der zweite Hit der Pixar-Zauberer, kam fast zeitgleich mit dem Konkurrenzprojekt ‚Antz‘ von DreamWorks in die Kinos – und krabbelte klar als Sieger vom Platz. – »Brummfideler, herziger, toll gezauberter Schabernack«“

## Auszeichnungen (Auswahl)
- Der Film wurde 1999 mit einem Golden Satellite Award als Best Motion Picture – Animated or Mixed Media ausgezeichnet.
- Komponist Randy Newman wurde 2000 mit einem Grammy ausgezeichnet, ein Jahr zuvor wurde er für die Beste Musik für den Oscar nominiert.